# Algenläuse
Die Algenläuse (Cocconeis) sind eine Gattung der Kieselalgen (Bacillariophyta). Auffallendes Merkmal ist die oft wie ein Schildkrötenpanzer gewölbte Schale mit elliptischem Umriss. Die meisten Arten dieser Gattung leben epiphytisch auf anderen Algen und Wasserpflanzen. Bekannte Arten sind die Gewölbte Algenlaus (Cocconeis pediculus) und die Flache Algenlaus (Cocconeis placentula). Beide kommen in Seen und Teichen vor.